# József Wereb
József Wereb, noto anche come Giuseppe Vereb (Komló, 29 novembre 1903 – Venray, 23 giugno 1975), è stato un allenatore di calcio e calciatore ungherese, di ruolo difensore.

## Carriera

### Giocatore
Da giocatore ha disputato 18 partite in massima serie con la maglia della Sampierdarenese tra il 1925-26 ed il 1926-27. Il suo ruolo era quello di difensore. Ha realizzato un autogol nel corso del campionato 1925-26.

### Allenatore
Da allenatore, tra il 1928 e il 1940 ha guidato squadre che hanno militato nel secondo e nel terzo livello del campionato italiano. Tra le altre, vanta 12 presenze con il Padova in Serie B 1938-1939. Nel 1929-1930 allenò il Gruppo Sportivo Cotoniere di Angri in Seconda Divisione.
Nella stagione 1930-31 è ingaggiato dalla Roma per allenare le squadre minori. Risultano anche presenze come giocatore nel 1931 con l'Anconitana.  Nel 1931-1932 allenò la Vezio Parducci Viareggio.

## Palmarès

### Allenatore

#### Competizioni nazionali
- Prima Divisione: 1

Siena: 1934-1935